# Lista över fornlämningar i Norrtälje kommun (Rådmansö)
Lista över fornlämningar i Norrtälje kommun (Rådmansö) är en förteckning av ett urval av de fornlämningar som finns i Rådmansö i Norrtälje kommun.
| Namn                          | Lämningstyp                 | Tillkomsttid | Historisk indelning | Plats | Läge                 | ID-nr          | Bild                                 |
| ----------------------------- | --------------------------- | ------------ | ------------------- | ----- | -------------------- | -------------- | ------------------------------------ |
| Rådmansö 9:1                  | Gravfält                    |              | Rådmansö, Uppland   |       | 59.759501, 18.925941 | 10007300090001 | Ladda upp en bild av detta fornminne |
| Rådmansö 10:1                 | Gravfält                    |              | Rådmansö, Uppland   |       | 59.753387, 18.950657 | 10007300100001 | Ladda upp en bild av detta fornminne |
| Rådmansö 11:1                 | Hög                         |              | Rådmansö, Uppland   |       | 59.759690, 18.951737 | 10007300110001 | Ladda upp en bild av detta fornminne |
| Rådmansö 11:2                 | Stensättning                |              | Rådmansö, Uppland   |       | 59.759819, 18.952341 | 10007300110002 | Ladda upp en bild av detta fornminne |
| Rådmansö 11:3                 | Hög                         |              | Rådmansö, Uppland   |       | 59.759875, 18.952523 | 10007300110003 | Ladda upp en bild av detta fornminne |
| Rådmansö 11:4                 | Stensättning                |              | Rådmansö, Uppland   |       | 59.759782, 18.952671 | 10007300110004 | Ladda upp en bild av detta fornminne |
| Rådmansö 11:5                 | Stensättning                |              | Rådmansö, Uppland   |       | 59.759753, 18.952986 | 10007300110005 | Ladda upp en bild av detta fornminne |
| Rådmansö 17:1                 | Gravfält                    |              | Rådmansö, Uppland   |       | 59.729658, 18.939682 | 10007300170001 | Ladda upp en bild av detta fornminne |
| Rådmansö 29:1                 | Minnesmärke                 |              | Rådmansö, Uppland   |       | 59.764214, 19.196556 | 10007300290001 | Ladda upp en bild av detta fornminne |
| Rådmansö 30:1                 | Minnesmärke                 |              | Rådmansö, Uppland   |       | 59.766523, 19.202361 | 10007300300001 | Ladda upp en bild av detta fornminne |
| Rådmansö 38:1                 | Minnesmärke                 |              | Rådmansö, Uppland   |       | 59.718677, 19.069453 | 10007300380001 | Ladda upp en bild av detta fornminne |
| Rådmansö 40:1                 | Begravningsplats            |              | Rådmansö, Uppland   |       | 59.719028, 19.076860 | 10007300400001 | Ladda upp en bild av detta fornminne |
| Dalangsbacken (Rådmansö 47:1) | Gravfält                    |              | Rådmansö, Uppland   |       | 59.731435, 18.987172 | 10007300470001 | Ladda upp en bild av detta fornminne |
| Rådmansö 48:1                 | Gravfält                    |              | Rådmansö, Uppland   |       | 59.732715, 18.981816 | 10007300480001 | Ladda upp en bild av detta fornminne |
| Rådmansö 49:1                 | Gravfält                    |              | Rådmansö, Uppland   |       | 59.731511, 18.995304 | 10007300490001 | Ladda upp en bild av detta fornminne |
| Rådmansö 50:1                 | Stensättning                |              | Rådmansö, Uppland   |       | 59.732167, 18.991853 | 10007300500001 | Ladda upp en bild av detta fornminne |
| Rådmansö 69:1                 | Minnesmärke                 |              | Rådmansö, Uppland   |       | 59.733174, 19.128246 | 10007300690001 | Ladda upp en bild av detta fornminne |
| Rådmansö 70:1                 | Minnesmärke                 |              | Rådmansö, Uppland   |       | 59.766054, 19.187396 | 10007300700001 | Ladda upp en bild av detta fornminne |
| Rådmansö 70:2                 | Minnesmärke                 |              | Rådmansö, Uppland   |       | 59.766249, 19.187194 | 10007300700002 | Ladda upp en bild av detta fornminne |
| Rådmansö 71:1                 | Husgrund, historisk tid     |              | Rådmansö, Uppland   |       | 59.760280, 19.193606 | 10007300710001 | Ladda upp en bild av detta fornminne |
| Rådmansö 75:1                 | Stensättning                |              | Rådmansö, Uppland   |       | 59.731623, 18.991722 | 10007300750001 | Ladda upp en bild av detta fornminne |
| Ryssbordet (Rådmansö 95:1)    | Grav markerad av sten/block |              | Rådmansö, Uppland   |       | 59.731289, 19.407552 | 10007300950001 | Ladda upp en bild av detta fornminne |
| Rådmansö 105:1                | Fästning/skans              |              | Rådmansö, Uppland   |       | 59.763280, 19.183738 | 10007301050001 | Ladda upp en bild av detta fornminne |
| Rådmansö 120:1                | Stensättning                |              | Rådmansö, Uppland   |       | 59.759054, 18.951406 | 10007301200001 | Ladda upp en bild av detta fornminne |